# Landsbanki Íslands
Landsbanki Íslands är den äldsta och näst största banken på Island. Banken grundades år 1885 och fungerade som centralbank för Island fram till 1961. Idag är banken den näst största av de tre ledande bankerna på Island. 
[källa behövs]
Idag har Landsbanki Íslands totalt 52 kontor över hela Island.[källa behövs]
Till följd av finanskrisen, har banken nationaliserats.

## Icesave
Huvudartikel:Icesave
Icesave var ett varumärke för Landsbanki för inlåning över Internet till hög ränta från sparare i Storbritannien och Nederländerna 2006-08. Icesave kraschade tillsammans med Landsbanki 2008 och regeringarna i Storbritannien och Nederländerna, uppbackade av EU-kommissionen, har sedan dess sökt åstadkomma kompensation till spararna av den isländska staten. Denna diplomatiska konflikt är ännu (februari 2013) inte löst.